# 氮化硼
氮化硼是一種由相同數量的氮原子（N）和硼原子（B）組成的二元化合物，其實驗式是BN。氮化硼和碳是等電子的，並和碳一樣，氮化硼有多种同质异形体，其中六方氮化硼（α-BN）结构則類似於石墨，是一種十分實用的潤滑劑，立方氮化硼（β-BN）结构類似於鑽石，硬度仅低于金刚石，但耐高温性优于金刚石。

## 六方氮化硼
六方氮化硼（英语：hexagonal boron nitride）又称h-BN、α-BN或g-BN（graphitic BN），结构类似於石墨，有時也稱“白石墨”，它是最普遍使用的氮化硼形態。和石墨相似，六方形態是由許多片六邊形組成。這些薄片層與層之間的相關結構（registry）不同，但是從石墨的排列模式中看出，這是由於硼原子在氮原子上面使氮化硼的原子變成橢圓的。如此結構反映出硼—氮鏈的極性。

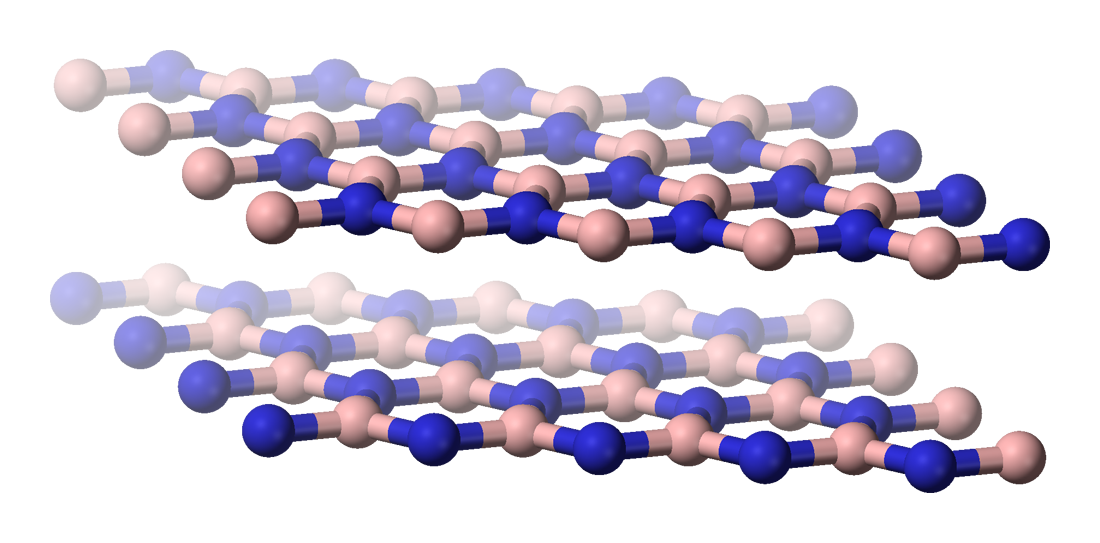
六方晶形α-BN
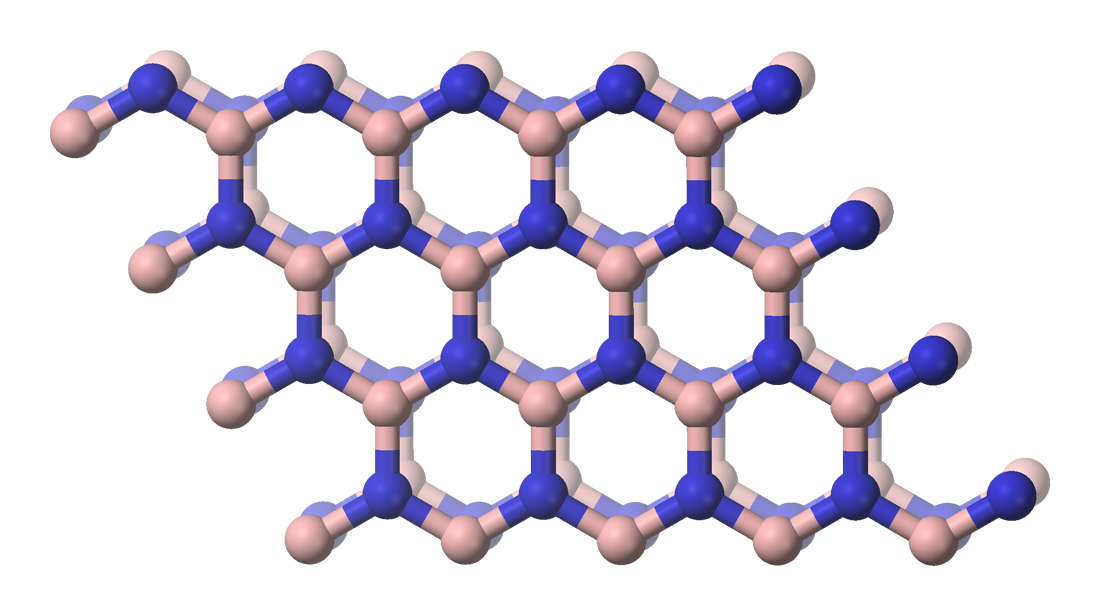
六方晶形α-BN
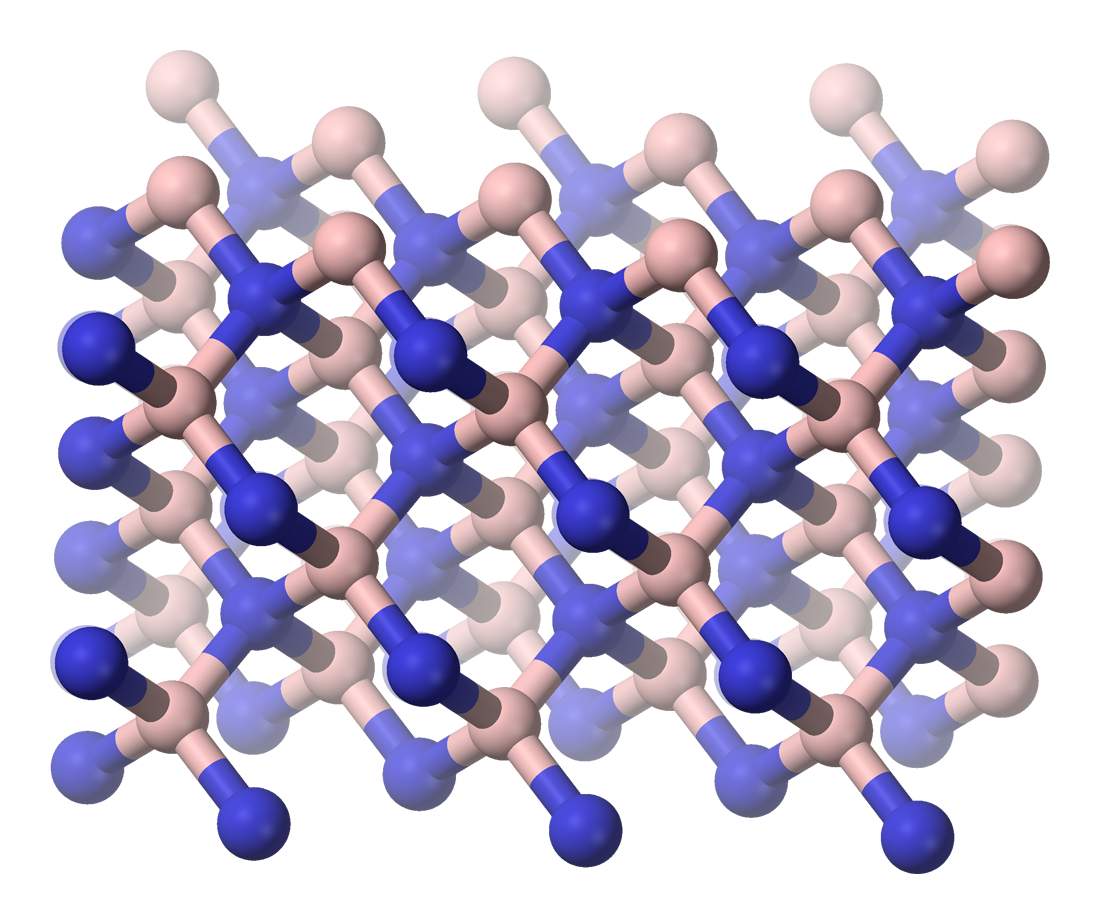
閃鋅礦晶形β-BN
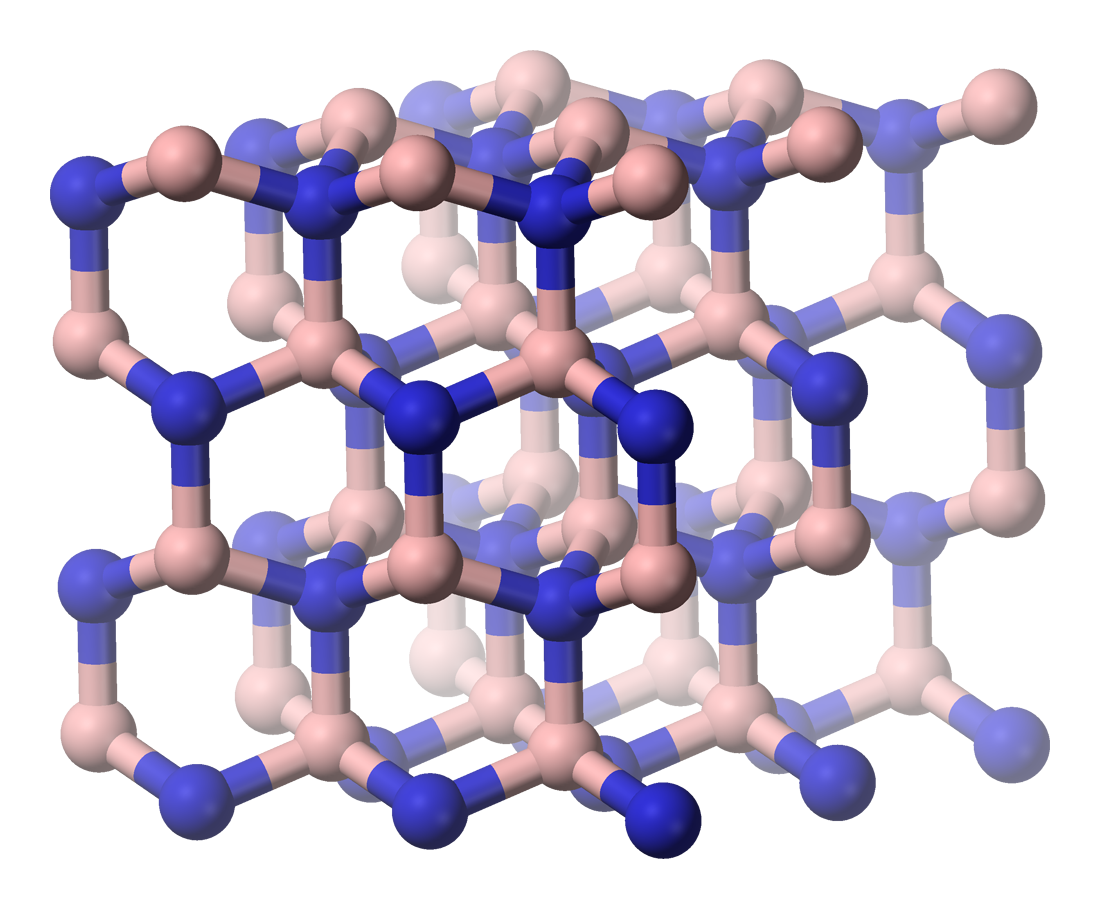
纖維鋅礦晶形的BN

氮化硼中較低的共價性質，使它成爲導電性相對於石墨較低的半金屬，電在它六邊形薄片中pi-鏈的網絡中流通。六方氮化硼的缺乏顏色，顯示較低的電子離域性，表示其能隙較大。
六方氮化硼在極低和極高（900 °C）的溫度甚至是氧氣下都是一種很好的潤滑劑，它在石墨的導電性和與其它物質的化學反應造成困難時特別有用。由於它的潤滑機理並不涉及到層面之間的水分子，氮化硼潤滑劑還可以在真空下使用，如在太空作業時。
六方氮化硼在空氣中高達1000 °C、真空中1400 °C和在惰性氣體中2800 °C都仍然穩定，也是其中一種導熱性最好的絕緣體。它對多數物質都不產生化學反應，也不被許多融化物質所沾濕（如：鋁、銅、鋅、鐵和鋼、鉻、硅、硼、冰晶石、玻璃和含有鹵素的鹽類。）
細粒的h-BN被用於一些化妝品、顔料、補牙劑和鉛筆芯。

### 製造
六方氮化硼可由三氯化硼經過氮化或氨解后製作而成。六方氮化硼部件可由加熱加壓和其後的機械加工造出，因爲它的硬度與石墨相當，所以加工成本不高。這些部件都由氮化硼粉末製造，以氧化硼作爲燒結劑。氮化硼薄膜可以由三氯化硼和氮雛形化學氣相沉積後形成。而工業製造是基於兩個化學反應：熔化的硼酸與氨、硼酸或鹼性硼化物與尿素、胍、蜜胺或其他適當的氮氣中的有機氮化合物。製作超細氮化硼潤滑劑和toner則需要在氮氣中以5500°C高溫燃燒硼粉末。
B2O3 + 2 NH3 → 2 BN + 3 H2O (800 - 1200°C)
B2O3 + 3 C + N2 → 2 BN + 3 CO (1800 - 1900°C)

### 氮化硼纖維
六方氮化硼可以製成纖維的形態，由於和碳纖維結構相似，氮化硼纖維也被稱爲“白碳纖維”。它可以由射出成形的環硼氮烷纖維加上氮中的氧化硼於1800 °C下的熱分解製成。這種物質也可經過纖維素纖維浸泡於超過1000 °C 的氨氣和氮氣中的硼酸或四硼化氨之後產生的熱分解製成。氮化硼纖維也可作為複合材料的補強，基質材料包括有機樹脂、陶瓷與金屬。

### w-氮化硼
w-氮化硼是六方氮化硼是發生在高壓環境下的一種超硬狀態。這種六方形態呈纖維鋅礦結構，與石墨的層狀結構不同。

## 立方氮化硼
立方氮化硼也叫c-BN、β-BN或z-BN，結構類似於鑽石，極其堅硬，显微硬度HV72000～98000Mpa，硬度仅低於鑽石。和鑽石相似，立方氮化硼是一種絕緣體但卻是一種極佳的導熱體。是被廣泛使用的工業鑽磨工具。
立方氮化硼在1150°C以下不和铁系金属反应，而鑽石在温度达到700°C时开始溶解于铁，造成刃具迅速磨损。所以CBN适合加工钢铁材料，特别适用于加工各种淬硬刚、冷硬钢等难加工材料。多晶體c-BN鑽磨工具多用於機械鋼鐵，同時鑽石鑽磨工具多用於鋁合金、陶器和玻璃。如鑽石一樣，立方氮化硼由於聲子有著高傳熱性。在高溫中與氧接觸，氮化硼會形成一個氧化硼的鈍化層。氮化硼可以和金屬很好地結合，這是因爲硼或氮合金交錯層的形成。
立方體氮化硼晶體材料常被用在切割工具的切割頭。用於磨料时，一般使用合成樹脂、多孔性陶瓷等做粘合劑。商業產品名稱包括“Borazon”（Diamond Innovations）和“Elbor”或“Cubonite”（by Russian vendors）。
燒結的立方氮化硼是一種不導電的散熱片材料，故在微電子學領域中有潛在應用價值。

### 製造
立方氮化硼的製作可由在高溫、高壓下處理六方氮化硼而成，就如從石墨製成人造鑽石相似。使六方氮化硼直接轉爲立方氮化硼需要在18百萬帕的壓力和1730-3230 °C的溫度下。加入小量的氧化硼可以把所需的壓力降到4至7百萬帕，溫度降到1500 °C。
α-BN + 1500-2200°C + 50-90kbar + kat. Li3N → β-BN
在工業裏，人們會使用催化法轉化氮化硼，而不同的催化劑物質會用在不同的生産方法上，例如鋰、鉑或鎂、他們的氮化物，氟氮化物、水再加上氨化合物或肼。其他工業合成法會使用溫差下結起的晶體或者爆炸產生的衝擊波。衝擊波的應用是用來製作出一種稱爲異鑽石的超硬的硼、碳和氮的化合物。
低壓下，可采用立方氮化硼薄膜的沉積技术。在化學氣相沉積中，可使用三氟化硼來選擇性蝕刻沉積的六方氮化硼（与沉積鑽石薄膜類似，使用氫原子來蝕刻石墨）。其他物理氣相沉積方法，如離子束沉積、電漿改善化學氣相沉積、脈衝雷射沉積、反應性噴濺法等亦有所使用。

## 三方氮化硼
三方氮化硼相似於六方氮化硼。它會在立方氮化硼轉化為六方氮化硼的過程中產生。

## 外部連結
- National Pollutant Inventory: Boron and Compounds
- Fiz Chemie Berlin[永久] thermophysical database
- Materials Safety Data Sheet （页面存档备份，存于） at University of Oxford